# Öjaby

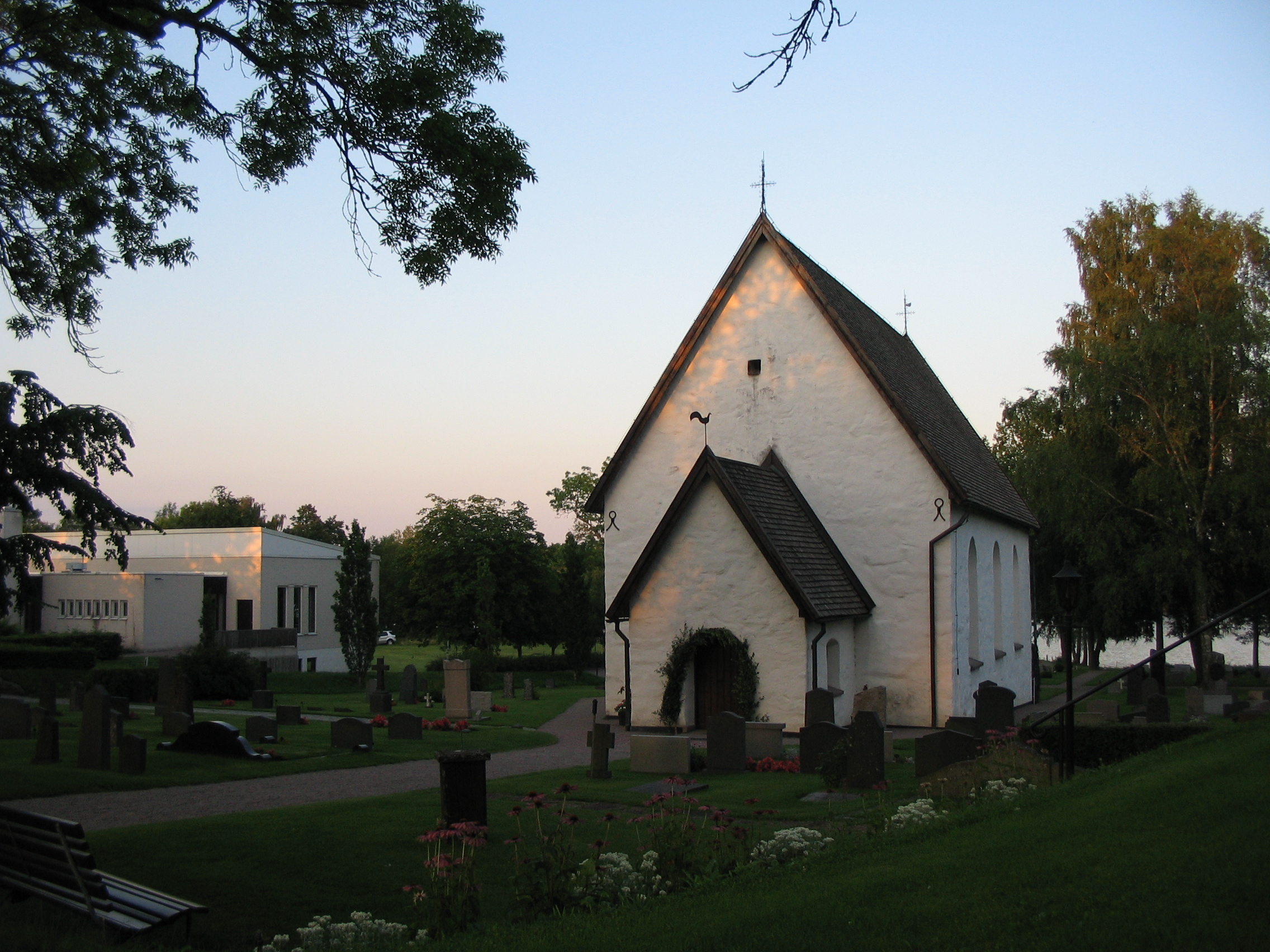
Öjaby kyrka

Öjaby är en stadsdel i Växjö i Kronobergs län. Den ligger avskilt från stadskärnan längs Helgasjöns västra strand. 
Öjabys bebyggelse utgörs främst av villor och här bor 2 110 invånare (2011). Öjaby är också kyrkby i Öjaby socken och här finns Öjaby kyrka, en kyrkobyggnad med anor från sent 1100-tal/tidigt 1200-tal.

## Näringsliv
I Öjaby finns serviceinrättningar som Öjaby Herrgård, förskola, fritidshem, skola, bibliotek, post, hotell, bilverkstad, frisör, pizzeria, Öjaby Lamplager, kiosk, konditori, camping. Öjaby ligger inte långt ifrån shoppingcentrumet Grand Samarkand med matvaruaffärer och detaljhandel.
Det finns även fritidsmöjligheter såsom bandybana (i form av konstfrusen is), tennisbana, idrottshall, travbana, badplats, båthamn, elljusspår, fiske.

## Idrott

### Öjaby IS
I Öjaby finns bandyklubben Öjaby IS som startade år 1948, vars bandylag spelar i division 1 södra säsongen 2014/2015. 
ÖIS spelar sina hemmamatcher i Åby. Eftersom de milda vintrarna på senare år har gjort det svårt att få is på landisbanan som byggdes 1966 vid båtbryggorna i Öjaby.

### Sällskapet Öjaby Sport
Sällskapet Öjaby Sport, är en innebandyklubb som bildades år 1995 och består idag av 2 herrlag samt sju stycken ungdomslag. 
Herrlagen spelar i division 4 Växjö, hemmamatcher spelas i Gemla sporthall. SÖS ungdomslag spelar sina hemmamatcher i Öjaby Sporthall.

### Öjaby TK
Öjaby Tennisklubb bildades 1964, klubben har under många haft ett herrlag som representerat Öjaby Tennisklubb i seriespel. Man har även tenniskola för barn och vuxna.
Herrlaget flyttade i höst upp på en högre nivå i de Allsvenska serierna, herrlaget består av 8 spelare och tränar och spelar sina hemmamatcher under vinterhalvåret i Strandbjörkshallen.

## Etymologi
Öjaby, öarnas by, boplatsen vid öarna, från fornsvenska öia; öar, och by; by, gård, stad, boplats. Öarna torde hänvisa till den insjöskärgård i Helgasjön som ligger öst om Öjaby.